# Doonie Point
Doonie Point är en udde i Storbritannien.   Den ligger i kommunen Aberdeenshire och riksdelen Skottland, i den norra delen av landet, 600 km norr om huvudstaden London.
Terrängen inåt land är lite kuperad. Havet är nära Doonie Point åt sydost.  Närmaste större samhälle är Aberdeen, 14,7 km norr om Doonie Point. 